# Middelstum
Middelstum (pronunciación: [ˈmɪdəlstɵm]) es un pueblo neerlandés perteneciente al municipio de Eemsdelta en la provincia de Groninga.
En 2021, el pueblo tenía una población de 2325 habitantes.
Se conoce la existencia de la localidad desde el siglo IX, cuando se menciona en documentos de la abadía principesca de Fulda. En 1795 se constituyó como municipio. Desde finales del siglo XIX se desarrolló notablemente al albergar una estación de ferrocarril de la línea de Groninga a Delfzijl, cuya presencia fue aprovechada para instalar aquí fábricas de ladrillos. La estación cerró en 1953. En 1990, el municipio desapareció al integrarse en el territorio de Loppersum, municipio del cual Middelstum fue pedanía hasta la formación de Eemsdelta en 2021.
Se ubica unos 15 km al oeste de la conurbación principal de su municipio (Delfzijl-Appingedam), sobre la carretera N996 que lleva a Winsum. Al este del pueblo pasa la carretera N46, que une Groninga con Eemshaven.